# Кубарев, Алексей Михайлович
Алексей Михайлович Кубарев (1796—1881) — русский филолог-классик, палеолог, латинист и антиковед, педагог.

## Биография
Родился в 1796 году в семье московского священника церкви Троицы на Листах Михаила Митрофановича Кубарева (1758—1821). Учился в Славяно-греко-латинской академии, а затем в Московском университете, где и окончил курс в июле 1819 года кандидатом отделения словесных наук, представив сочинение «De utilitate latini sermonis». Большое внимание оказал на него профессор греческой и римской словесности Р. Ф. Тимковский. Благодаря его содействию, защитив магистерскую диссертацию «De origine summo perfectionis gradu variisque fatis eloquentiae Romanae», Кубарев занял кафедру римской словесности в Московском университете. Также, по замечанию М. П. Погодина, он преподавал в пансионе Чермака. С 1829 года был действительным членом Московского общества любителей российской словесности.
В 1839 году против его желания он был назначен экстраординарным профессором в Киевский университет, но не пожелав покидать Москву, вышел в отставку и остальную часть своей жизни решил посвятить изучению древних источников, став одним из очень деятельных членов Общества истории и древностей Российских.
Преподавал в Александринском сиротском институте латинский язык; 19 марта 1843 года был произведён в коллежские советники.
В июле 1845 года получил грамоту о внесении в дворянскую родословную книгу Московской губернии. 
Ещё в период преподавания в университете Кубарев написал несколько учебников по латинской грамматике — наиболее важен перевод «Краткой Латинской грамматики Цумпта», выдержавший за 1832—1847 5 изданий, с дополнением к ней — «Собрание тем или кратких задач на правила Цумптовой грамматики» (1834, 1838, 1848); составил «Теорию русского стихосложения» (М., 1837).
Кубаревым были также написаны:
- «Нестор — первый писатель русской истории, церковной и гражданской» («Русский исторический сборник», Москва, 1840, т. IV.)
- «О патерике печерском» и «Описание харатейного списка Печерского патерика» («Чтения в обществе истории и древностей», 1847 г., кн. 9)
- перевод Корнелия Непота «Жизнеописания главнейших полководцев» (М., 1867)
- «Новые критические примечания к жизнеописаниям Корнелия Непота» (М., 1873)
- «О Саллюстиевой речи против Цицерона  и о некоторых вставках, находящихся в риторическом наставлении Квинтилиана» (М., 1870)
- «Откуда произошло слово Кремль» («Чтения в обществе истории и древностей», 1873, № 4) [4].

Ему также принадлежат сочинения: «Московский публичный музей и Библиотека» (1866) и «Откуда слово Кремль?» (1874).
В 1861 году пожертвовал книги из личной библиотеки в библиотеку Московского университета, а в 1870-х годах — в библиотеку Румянцевского музея.
Умер 14 (26) июня 1881 года.